# برج میلنیوم
برج میلنیوم (انگلیسی: Millennium Tower) ساختمان اداری ۵۰ طبقه در شهر وین، اتریش است، که در سال ۱۹۹۹ احداث گردید.